# Корапут

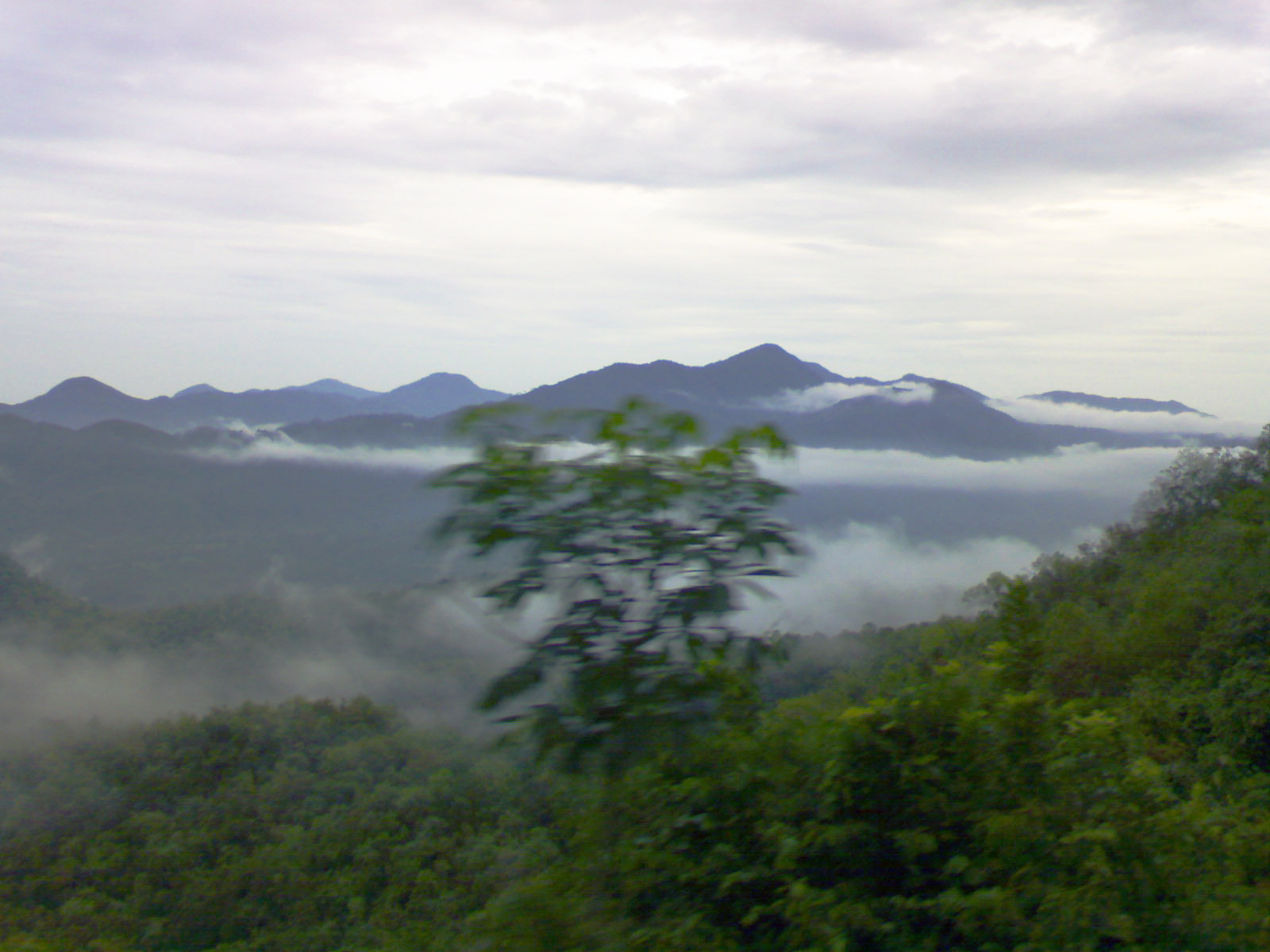
Деомали

Корапу́т (ория କୋରାପୁଟ, англ. Koraput) — город в индийском штате Орисса. Административный центр одноимённого округа.

## География
Город находится в горном регионе Чандрагири, средняя высота над уровнем моря — 870 метров.

## Климат
Климат тропический. Среднегодовая температура — 23,1 °C. Среднегодовая сумма осадков — 1604 мм. Сезон дождей продолжается с июня по сентябрь.

## Население
По данным всеиндийской переписи 2001 года, в городе проживало 39 523 человека, из которых мужчины составляли 52 %, женщины — соответственно 48 %. Уровень грамотности взрослого населения составлял 68 % (при общеиндийском показателе 59,5 %). Уровень грамотности среди мужчин составлял 76 %, среди женщин — 59 %. 12 % населения было моложе 6 лет.
Город находится в самом сердце ареала проживания адиваси — аборигенных жителей Индии.

## Транспорт
Через Корапут пролегает железная дорога и национальные шоссе NH 43 (Джагдалпур-Визианагарам) и NH 326 (Малкангири-Раягада).

## Достопримечательности

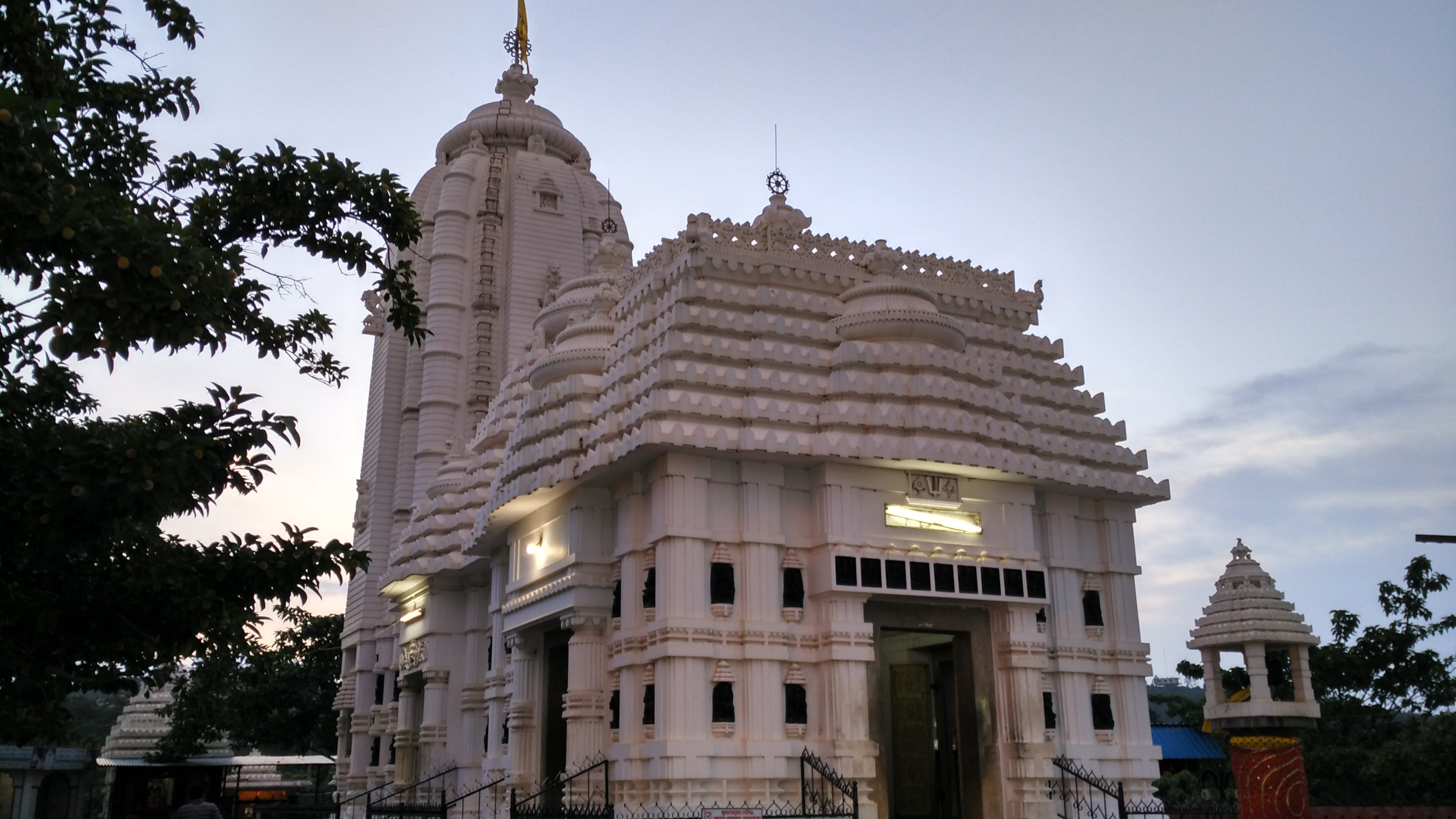
Храм Джаганнатха в Корапуте

В Корапуте находится храм божества Джаганнатха, который также известен как Сабара-кшетра.